# Gibbicepheus ensifer
Gibbicepheus ensifer är en kvalsterart som beskrevs av Balogh 1958. Gibbicepheus ensifer ingår i släktet Gibbicepheus och familjen Carabodidae. Inga underarter finns listade i Catalogue of Life.